# Anders Grönlund
Anders Sören Grönlund (* 3. Januar 1989 in Piteå) ist ein schwedischer Eishockeyspieler, der seit August 2025 bei AIK Solna aus der zweitklassigen HockeyAllsvenskan unter Vertrag steht und dort auf der Position des Verteidigers spielt. Zuvor war Grönlund unter anderem fünf Spielzeiten für den Frölunda HC in der Svenska Hockeyligan (SHL) aktiv, mit denen er im Jahr 2019 die schwedische Meisterschaft sowie 2019 und 2020 die Champions Hockey League (CHL) gewann.

## Karriere

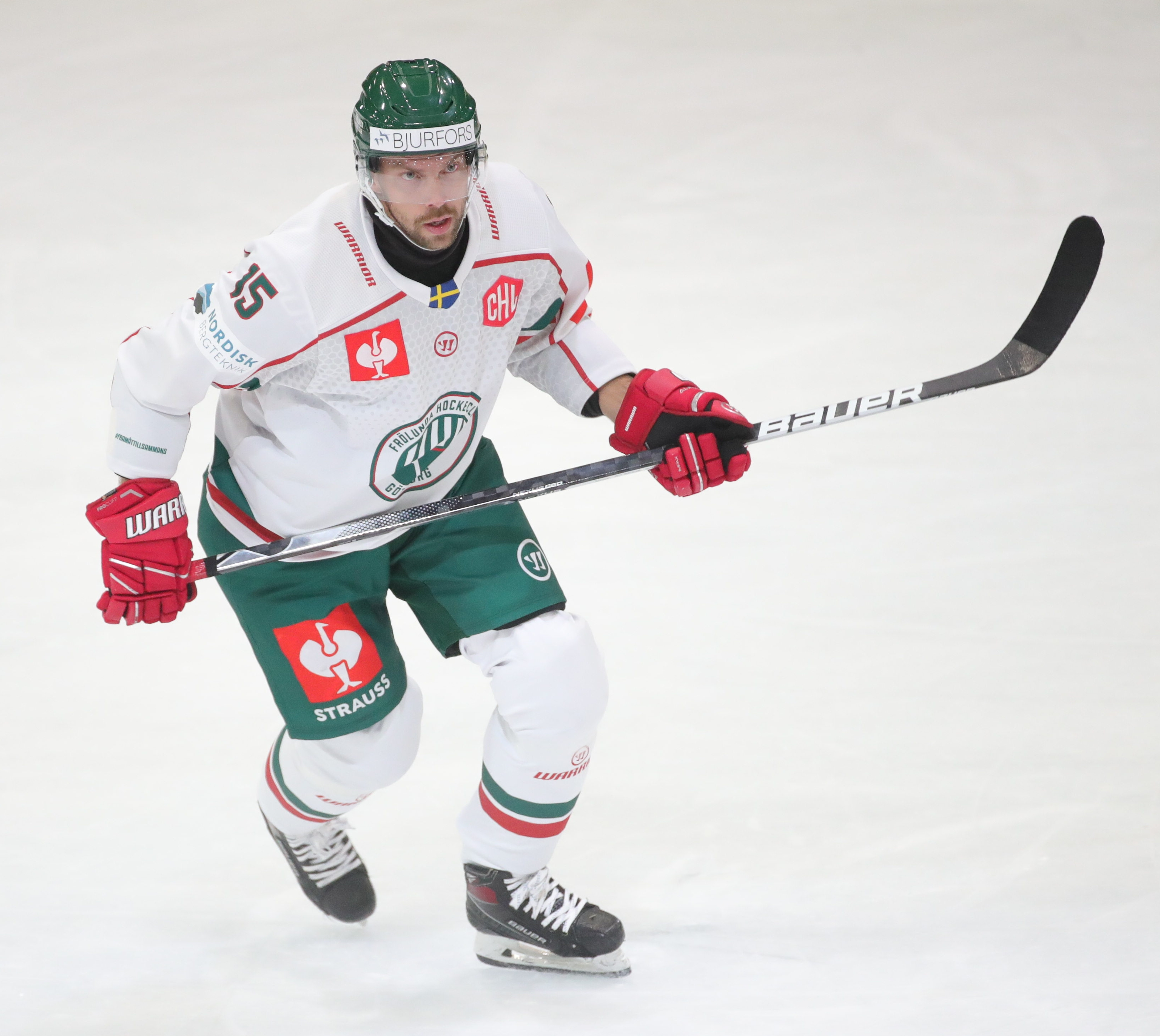
Grönlund im Trikot des Frölunda HC (2022)

Anders Grönlund erlernte den Eishockeysport in der Eishockeyabteilung des kleinen Vereins Öjebyn IF in Öjebyn, einem Vorort von Piteå. Die Abteilung hatte seine Selbstständigkeit bereits verloren und war Bestandteil des 1986 aus dem Zusammenschluss mehrerer Abteilungen gegründeten Vereins Piteå HC. Mit 14 Jahren spielte er bereits in einer Auswahlmannschaft der Provinz Norrbotten bei Bezirksverbandsturnieren der U16-Jugend. Mit 15 Jahren wurde er in die U16-Nationalmannschaft Schwedens einberufen. Mit 16 Jahren wechselte er in die Jugendmannschaft von Luleå HF, die in der J20 SuperElit spielte. Während der Saison 2008/09 bekam er seinen ersten Vertrag für eine Herrenmannschaft beim Almtuna IS. Bis 2015 wechselte er fast jährlich den Verein in Schweden, spielte mit ihnen aber ausschließlich in der zweiten oder dritten Liga. Danach zog es ihn ins Ausland, wo er zunächst eine Saison in der dänischen Metal Ligaen für Rungsted Seier Capital und anschließend eine Saison in der norwegischen GET-ligaen für den Lillehammer IK auflief. Dort war er sogar Mannschaftskapitän.
Im Sommer 2018 kehrte der Abwehrspieler zurück nach Schweden, spielte zuerst als Assistenzkapitän für IK Pantern, erneut in der zweiten Liga, bevor er mit bereits 29 Jahren erstmals bei einem Verein der Svenska Hockeyligan (SHL), dem Frölunda HC, einen Vertrag erhielt. Dort wurde er zu einer festen Größe des Teams und absolvierte in fünf Jahren 305 Pflichtspiele, erzielte dabei 27 Tore und wurde mit dem Verein einmal schwedischer Meister und zweimal Sieger der Champions Hockey League (CHL). Im Juli 2023 mit inzwischen 34 Jahren wechselte er erneut ins Ausland und bekam einen Vertrag für zunächst zwei Jahre bei den Fischtown Pinguins Bremerhaven aus der Deutschen Eishockey Liga (DEL). Bereits in seiner ersten Saison erreichte er mit dem Verein die Vizemeisterschaft und absolvierte dabei 51 Pflichtspiele.
Nach einem weiteren Jahr in Bremerhaven kehrte der Schwede im August 2025 in sein Heimatland zurück. Dort schloss sich Grönlund dem Hauptstadtklub AIK Solna aus der zweitklassigen HockeyAllsvenskan an.

### International
In den Jahren 2004 und 2005 absolvierte er sieben Spiele für die schwedische U16-Nationalmannschaft und erzielte dabei ein Tor und eine Vorlage. In den Jahren 2006 und 2007 spielte er vier Spiele für die schwedischen U18-Nationalmannschaft, blieb dabei jedoch ohne Scorerpunkt.

## Erfolge und Auszeichnungen
- 2019 Champions-Hockey-League-Gewinn mit Frölunda HC
- 2019 Schwedischer Meister mit Frölunda HC
- 2020 Champions-Hockey-League-Gewinn mit Frölunda HC
- 2024 Deutscher Vizemeister mit den Fischtown Pinguins Bremerhaven

## Karrierestatistik
Stand: Ende der Saison 2024/25
(Legende zur Spielerstatistik: Sp oder GP = absolvierte Spiele; T oder G = erzielte Tore; V oder A = erzielte Assists; Pkt oder Pts = erzielte Scorerpunkte; SM oder PIM = erhaltene Strafminuten; +/− = Plus/Minus-Bilanz; PP = erzielte Überzahltore; SH = erzielte Unterzahltore; GW = erzielte Siegtore; 1 Play-downs/Relegation; Kursiv: Statistik nicht vollständig)